# .308 Winchester
.308口径温彻斯特弹 （.308 caliber Winchester cartridge，缩写为.308 Win），简称“308弹”，是一款缘瓶颈式步枪子弹，通常配备125—185格令（8.1—12.0克）的铜甲铅芯弹头。308弹由温彻斯特公司於1952年推出於美國民用狩獵市場，最初使用于温彻斯特70式和88式步枪上，使用於許多狩獵與競賽槍械，對遠距離目標的效果優異，是美國最受歡迎的狩獵、競賽用彈。北约国家军队通用的7.62×51毫米北约弹就是从308弹基础上研发出来的全威力(Full-powered)步槍子彈。

## 研發歷史
温彻斯特公司於1952年，7.62×51 NATO成為北約會員國的標準用彈兩年之前，推出於美國民用狩獵市場。與軍用7.62×51 NATO在尺碼及裝藥量有非常微小的差異，大致上可以通用，不过需要注意枪管耐压是否能够承受308 Winchester 最大62,000 psi膛压 （通常60，000左右）。 NATO 最大膛压仅有60,200 psi，通常在58,000左右。
由於308弹在美國民用狩獵市場銷售非常成功，引發許多由308 Winchester彈殼為設計基礎的新彈藥，如.243 Winchester、.260 Remington（6.5-08 A-Square）、7mm-08 Remington、.338 Federal、.358 Winchester（8.8x51mm）、.307 Winchester與.356 Winchester。

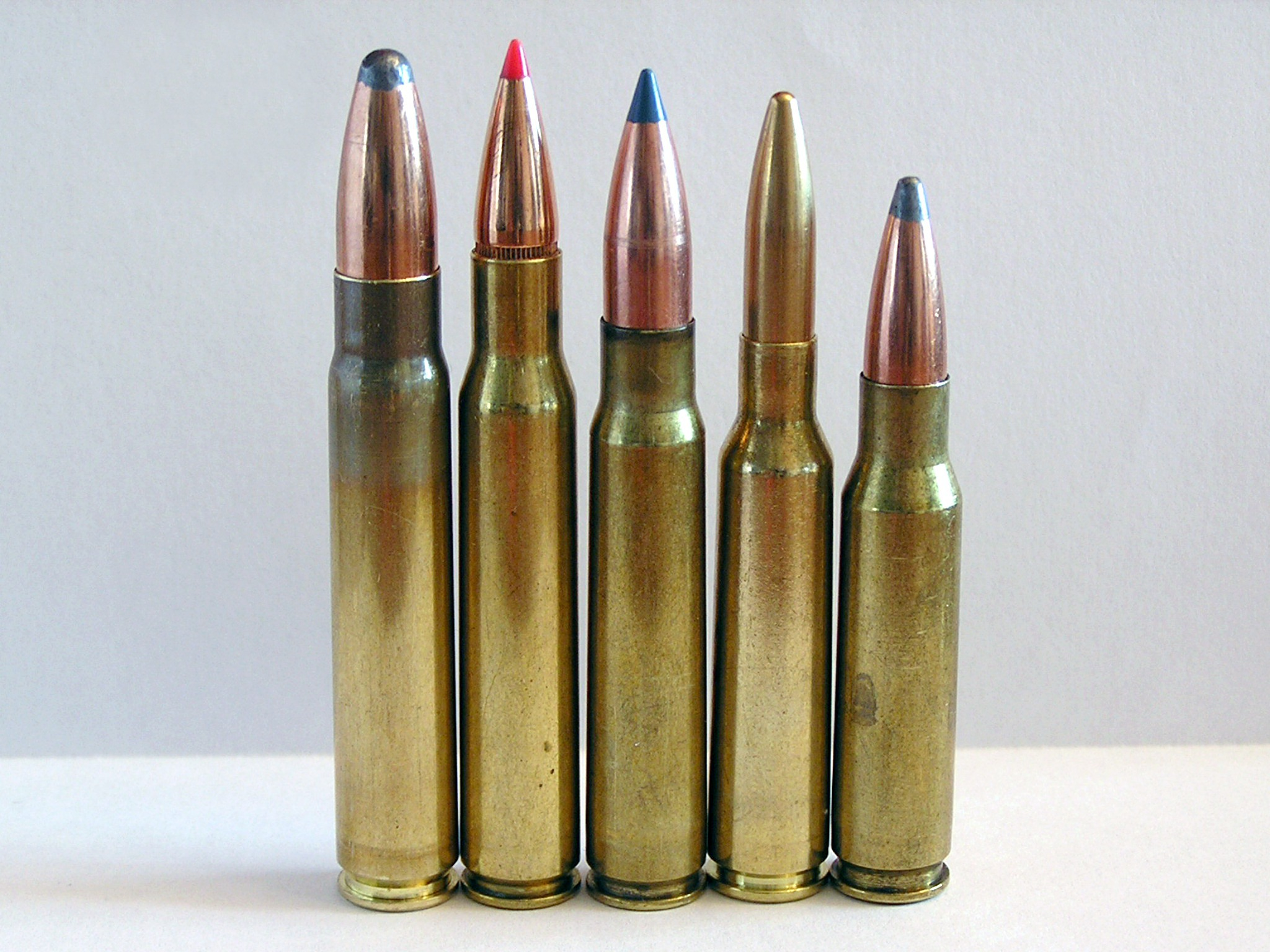
由左至右：9.3×62毛瑟弹、30-06春田弹、8x57 IS弹、6.5×55瑞典弹、.308温彻斯特弹

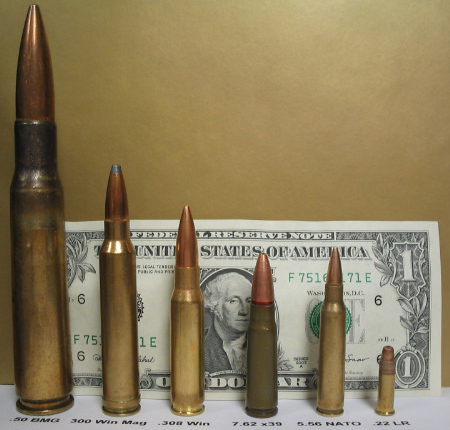
由左至右分別為12.7mm NATO、.300 WinMag、.308 Winchester、7.62mm Russian、5.56mm NATO、.22 LR

## 彈道表現
彈道表現與「7.62×51 NATO」相似。

## 種類
- FMJ
- HPBT

## 用途
- 警用
- 狩獵：中型獵物

## 相關資訊
- 精密國際AX308狙擊步槍
- 精密國際AX338狙擊步槍
- 儒格美国人步枪
- {tsl|en|SIG Sauer CROSS]]
- 手槍子彈列表
- 步槍子彈列表

## 外部參考
- Various photos of 7.62x51 NATO ammunition（页面存档备份，存于）
- .308 Winchester Cartridge Guide（页面存档备份，存于）